# クロサンドラ
クロサンドラ（学名：Crossandra infundibuliformis）は、キツネノマゴ科ヘリトリオシベ属の常緑小低木に分類される植物。アフリカ、インド、マダガスカル、スリランカ原産。別名「サマーキャンドル」。

## 特徴

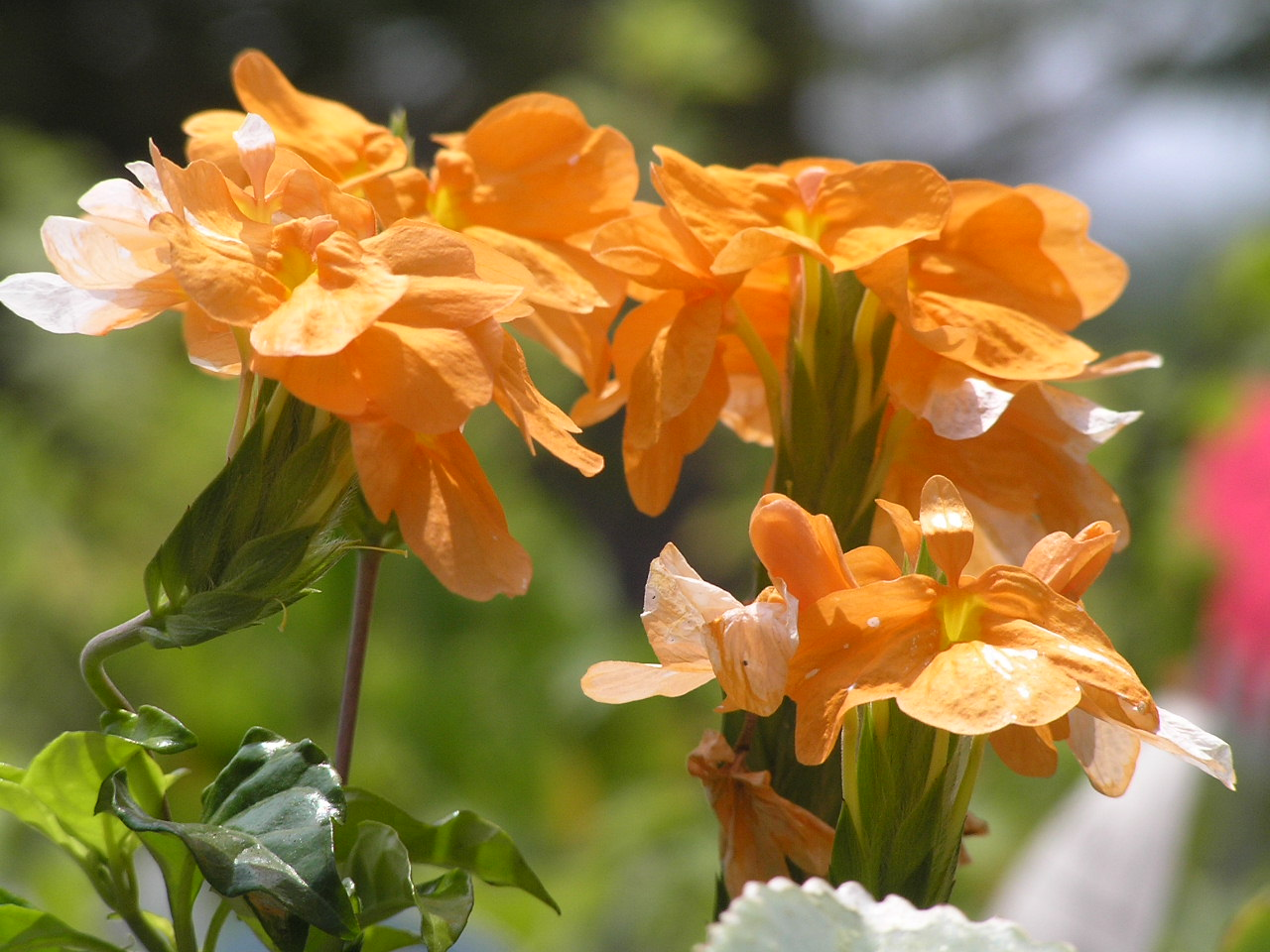
橙色のクロサンドラ。苞が確認できる。（7月24日）

寒さに弱い熱帯性の花木で、コエビソウやパキスタキスと同様に花のつく穂が苞（ほう）に覆われている。
花色は主に橙色か黄色で、花径は3-5cm、草丈は15-80cm。葉は濃い緑色で強い光沢がある。高さ約1m位に成長する。
Crossandra（クロサンドラ）の語源は、おしべの形に由来し、ギリシャ語のKrossos（房飾り）とaner（雄）による。日本へは1912年に渡来。実用種は、数種ある。

## 栽培
夏は多湿に、冬は乾燥気味に管理する。耐寒性はなく越冬は10℃以上とし、冬は乾燥気味にする。夏場は日焼け防止のために半日陰に置く。15度以上に管理すれば、冬でも花を付ける。

## 品種
- トロピックフレーム：橙色の花
- トロピック イエロースプラッシュ：黄色の花
- イエローバタフライ：黄色の花
- プンゲンス：黄色の花
- リフレブルー：翡翠色の花

この翡翠色の花をつける植物は、クロサンドラではなく，全く別属のエクボリウム・ビリデ（Ecbolium viride：キツネノマゴ科エクボリウム属）といい、アフリカ中部原産で、アラビヤやインドにも分布している。異学名はジャスティシア・ビリデ（Justicia viride）で、キツネノマゴやベロペロネ（コエビソウ）と同じ属に分類されていたことがある。園芸業者がエクボリウムでは売れないので、よく知られているクロサンドラという名で流通させたようである。
- シャムロック：翡翠色の花
- かがり火：大輪系、橙色の花
- スーパーキャンドル：大輪系、橙色の花

など。